# Lalin
Lalin (ukrainisch Ялин) ist eine Ortschaft mit einem Schulzenamt der Landgemeinde Sanok im Powiat Sanocki der Woiwodschaft Karpatenvorland in Polen.

## Geographie

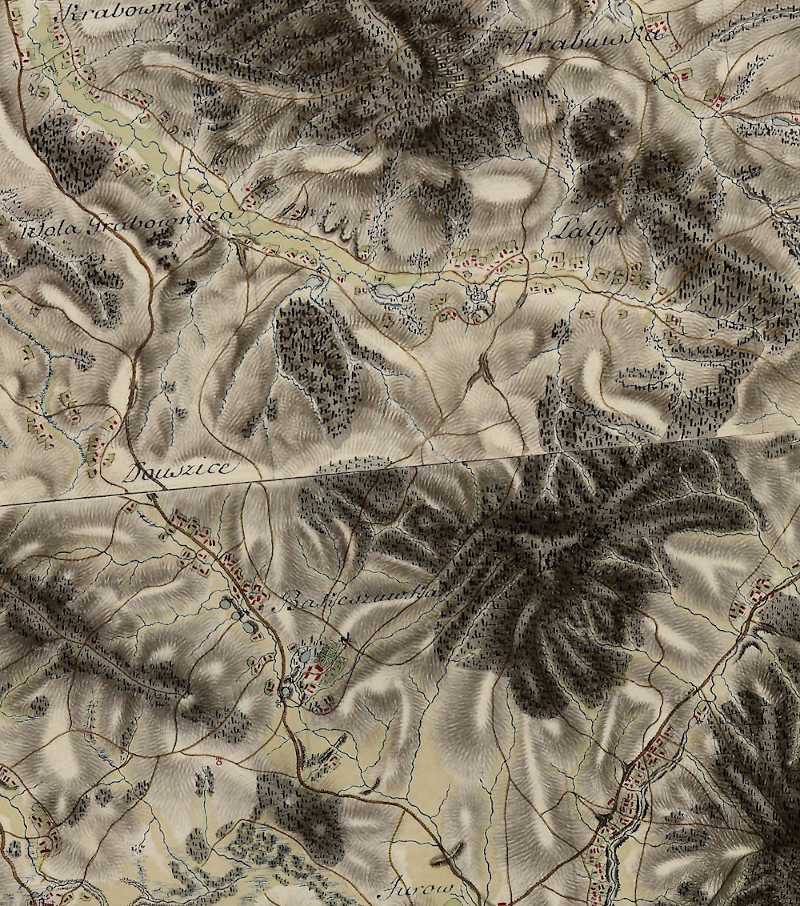
Pakoszówka und Lalin um 1780 auf der Karte von Friedrich von Mieg

Der Ort liegt 6 km nordwestlich der Stadt Sanok im Sanoker Flachland an den Quellflüssen der Stobnica, einem rechten Zufluss des Wisłoks, nordwestlich des Bergs Wroczeń (498 m). Die Nachbarorte sind Pakoszówka im Süden, Grabownica Starzeńska im Nordwesten, Grabówka im Nordosten, sowie Falejówka im Osten.

## Geschichte
Der Name Lalin wurde im Jahr 1404 als der Berg Lalinwyssokydzial bzw. Lalin Wyssoky Dzial erstmals urkundlich erwähnt. Nach Władysław Makarski war der ursprüngliche Name Jałyna vom ukrainischen Appellativ jałyna abgeleitet (urslawisch *edlina – Fichtenwald, dialektal polnisch jedlina, im örtlichen ukrainischen wurde der Ortsname Jałyn ausgesprochen), während nach Kazimierz Rymut der Name Lalin wahrscheinlich vom Personennamen Lala mit dem besitzanzeigenden Suffix -in abgeleitet war. Der zweite Teil des Bergnamens Wysoki Dział bedeutete wörtlich Hoch[wasser]scheide, weil es in der Urkunde die Dörfer Srogów (heutige Falejówka und Grabówka) und Grabownica [Starzeńska] abtrennte.
1408 wurde die Ortschaft Laliny (plurale Form von Lalin) zum ersten Mal benannt, als die Orte Thomkynhaw wlgariter Pacoschowka et Laliny an die Brüder Tomek (Thymco; polnische Verniedlichung von Thomas) und Mikołaj, die Söhne von Pakosz von Pakoszówka, verliehen wurden. Der Name Thomkynhaw tauchte nie wieder auf, aber Laliny wurde später in zwei Dörfer unterschieden: 1441 Lanyna et alia Lanyna (Lanyna und der andere Lanyna), 1443 in Lalina Ruthenicali, in Lalina Theutunicali, 1462 duplex Lalina, 1465 in ambabus Lalyni, in utraque [Alte] Lalyna, 1466 in duabus villis Lalyna, 1474 Lalyna Superior et Inferior, 1477 Lalyn Theutunicus, Ruszky Lalyn, 1482 in Lalyn Nyemyeczkyem, in Lalyn Ruskye, 1489 Lhalyny Rutenicus et Allemanieus. Ruthenisch Lalina, später auch Ober Lalin lag flussaufwärts im Osten, näher zu Wroczeń und war älter (1465 wurde es utraque Lalyna benannt) als Deutsch Lalina, später auch Nieder Lalin im Westen, entlang der Stobnica, näher zu Pakoszówka. 1478 wurde Deutsch Lalin auch Crolewska vola benannt (in villa Lalyna Theutunicali nuncupatum Crolewska vola), was auf eine königliche (Crolewska) steuerfreie Neugründung (Wola, lateinisch libertas) deutete.
Im Mittelalter waren beide Dörfer sprachlich und religiös gemischt.
1498 wurde die Umgebung von Tataren angegriffen und verheert (u. a. das benachbarte Pakoszówka wurde niedergebrannt). Die Unterscheidung in zwei Dörfer wurde mehrheitlich nach dem späten 15. Jahrhundert vergessen: Lalin (1498), Lalyna (1515), z Jalina (1564), Lialin (1589), Lalin (1604, 1745), Jałyn (1851), Lalin, po rus. [im Ruthenischen] Jalin (1884). Außer der sekundären Änderung des Genus wurde auch die Dissimilation l-l > j-l (Lalina > Jalina/Jałyna) beobachtet.
Politisch gehörte das Dorf zum Sanoker Land, Woiwodschaft Ruthenien, Königreich Polen, ab 1569 in der Adelsrepublik Polen-Litauen. Bei der Ersten Teilung Polens kam Lalin 1772 zum neuen Königreich Galizien und Lodomerien des habsburgischen Kaiserreichs (ab 1804). Ab dem Jahr 1855 gehörte Lalin zum Bezirk Sanok. Im Jahr 1900 hatte die Gemeinde Lalin, auch Jałyń 556 Hektar Fläche, 115 Häuser mit 710 Einwohnern, davon die Mehrheit ruthenischsprachig (623) und griechisch-katholisch (594) war, während die Polnischsprachigen (87), Römisch-Katholiken (100) und Juden (16) in der Minderheit waren.

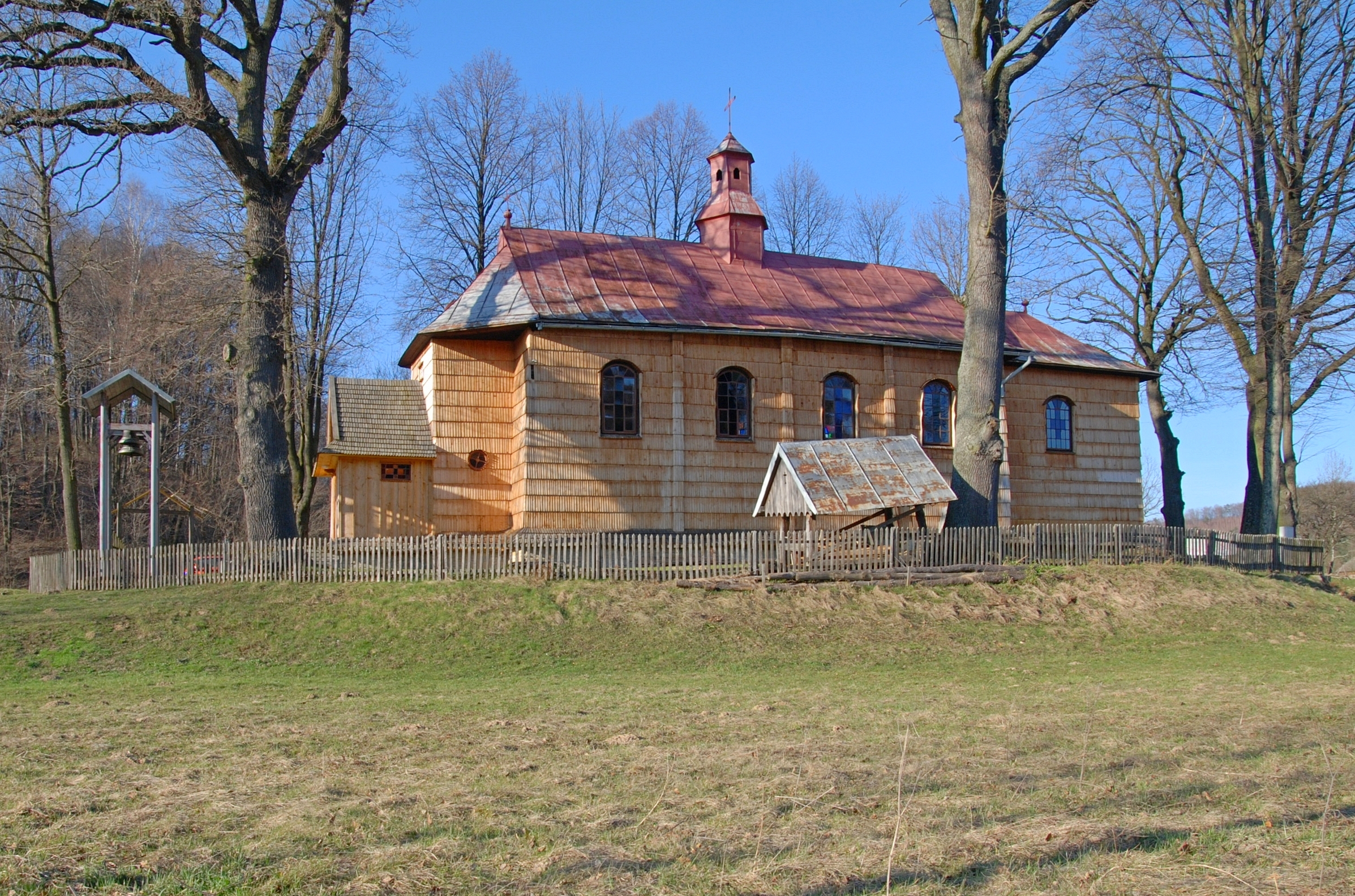
Ehemalige griechisch-katholische Kirche

Nach dem Ende des Ersten Weltkriegs und dem Zusammenbruch der Habsburgermonarchie kam Lalin 1918 zu Polen. Unterbrochen wurde dies nur durch die deutsche Besetzung Polens im Zweiten Weltkrieg. 1946 wurden die Ukrainer in die Sowjetunion umgesiedelt, kurz danach wurde die von Polen neugesiedelt Dorf von der UPA niedergebrannt.
Von 1975 bis 1998 gehörte Lalin zur Woiwodschaft Krosno.